# 가오슝 국가체육장
국가체육장(중국어: 國家體育場, 병음: Guójiā Tǐyùchǎng)은 이전에 월드 게임 스타디움으로 알려졌던 대만 가오슝시 쭤잉구에 있는 다목적 경기장으로 가오슝 시청이 가오슝에서 개최된 2009년 월드 게임을 위해 건설하였으며 대만에서 규모가 큰 경기장이다.
2006년 11월 22일에 공사를 시작하여 2009년 5월에 준공되었다. 일본의 건축가인 이토 도요오, 일본의 건축 회사인 다케나카 공무소, 대만의 건축 회사인 류페이썬 건축 사무소가 설계와 시공을 맡았다. 국제 육상 경기 연맹(IAAF), 국제 축구 연맹(FIFA)에서 제시한 경기장 기준을 충족하는 경기장으로서 주로 육상, 축구 경기장으로 사용되고 있다. 경기장은 전력 수요를 위해 태양 에너지를 사용하는데 1년에 1MW(100만 와트)를 생산한다.

## 같이 보기
- 국립경기장 (베이징)